# Gundaker Fabrication
Gundaker Fabrication war ein US-amerikanischer Hersteller von Automobilen.

## Unternehmensgeschichte
Das Unternehmen hatte seinen Sitz in Metuchen in New Jersey. Zwischen 1982 und 1985 stellte es Automobile und Kit Cars her. Der Markenname lautete Gundaker.
Am 29. März 1994 wurde in derselben Stadt ein gleichnamiges Unternehmen gegründet. Die Verbindung ist unklar.

## Fahrzeuge
Ein Modell war die Nachbildung des MG TC. Ein einfaches Fahrgestell bildete die Basis. Darauf wurde eine offene Karosserie aus Fiberglas montiert. Ein Vierzylindermotor vom MG B trieb die Fahrzeuge an. Eine Quelle nennt Reifen der Größe 19 Zoll, was für ein zeitgemäßes Aussehen sorgte.
Daneben stand der Vandetta im Sortiment. Dies war der Umbau eines VW Käfer in einen Kastenwagen.